# Parafia św. Andrzeja Boboli w Bydgoszczy
Parafia Świętego Andrzeja Boboli w Bydgoszczy – rzymskokatolicka parafia w Bydgoszczy, erygowana w 1967 roku. Należy do dekanatu Bydgoszcz II.